# Sandra Konrad
Sandra Konrad (geboren um 1975) ist eine deutsche Diplom-Psychologin, systemische Einzel-, Paar- und Familien-Therapeutin und Sachbuchautorin.

## Leben
Nach dem Abitur studierte Konrad an der Universität Hamburg neben Sexualwissenschaften und Germanistik im Hauptfach Psychologie. Noch an der Universität erwarb sie eine Grundausbildung in Sexualtherapie sowie in Gesprächs- und Verhaltenstherapie. Vertiefend absolvierte sie im Anschluss an ihr Studium eine dreijährige Weiterbildung zur Paar- und Familientherapeutin.
Seit 2001 betreibt Konrad in Hamburg eine therapeutische Praxis und hat sich auf mehrgenerationale Familienanalyse und Therapie spezialisiert.
Konrad ist verheiratet.

## Wissenschaftliche Arbeit
In ihrer Doktorarbeit, die 2007 unter dem Titel Jeder hat seinen eigenen Holocaust veröffentlicht und mit dem Joseph-Carlebach-Preis ausgezeichnet wurde, befasste sich Konrad mit den Folgen von Traumatisierungen am Beispiel jüdischer Frauen. „Trauma“, schrieb sie, „das ist die Unmöglichkeit der Narration“. Seelische Wunden würden nicht heilen, wenn es nicht gelinge, Unaussprechliches in Sprache zu fassen und es dadurch erzählen zu können.
Besonderes Augenmerk legte Konrad bei ihren Recherchen auf die Frage, wie Erleben und Wiedererleben erlittener Traumata an die nachfolgenden Generationen weitergegeben wird. Dafür untersuchte sie Frauen dreier Generationen aus Europa, Israel und den USA.

„Themen wie Heimatlosigkeit, die Beschädigung des Sicherheitsgefühls und existenzielle Ängste ziehen sich wie ein roter Faden durch alle Generationen und alle Nationalitäten. Besonders die in Deutschland lebenden Jüdinnen sind bis in die Enkelgeneration in ihrer Identität tief erschüttert.“

Anhand ausführlicher Familienporträts zeichnete Konrad einerseits die „transgenerationale Macht von Gewalt und Entwurzelung“ nach und beschrieb zugleich, wie die Frauen bewältigten, was sie erlebt hatten. Ihre These, dass sich dieses Erleben auf die Nachkommen auswirke und Einfluss auf deren Lebensgestaltung nehme, hatte sich bestätigt. So fand sich beispielsweise der Wunsch, Deutschland zu verlassen, nicht nur bei den Überlebenden, sondern auch bei nicht wenigen ihrer Kinder und Enkel. Überdies gab Konrad einen Überblick über transgenerationale Tradierungsprozesse und die internationale psychologische Holocaustforschung. Die österreichische Journalistin Gudrun Hauer hob in ihrer Rezension unter anderem auf die sehr verschiedenen Überlebensstrategien der Überlebenden ab und erwähnte Konrads Überblick über die allgemeine Traumaforschung.

## Populärwissenschaftliche Arbeit
Neben ihren wissenschaftlichen Veröffentlichungen schreibt Konrad populärwissenschaftliche Bücher.
Im Jahr 2013 erschien ihr Buch Das bleibt in der Familie – Von Liebe, Loyalität und uralten Lasten. Schon wenige Monate später wurde es in dritter Auflage herausgegeben. Darin beschrieb sie „familiäre Erwartungen, Aufträge und Botschaften“, die, wenngleich inhaltlich individuell verschieden, jeder in sich trage. Im Rahmen einer sogenannten transgenerationalen Weitergabe komme es in den Familien zu einer „psychischen Lastenverschiebung von einer Generation auf die nächste“. Unabhängig davon, ob man sich den Eltern gegenüber loyal verhalte oder nicht, blieben die Menschen an ihre Eltern unbewusst gebunden, solange nicht geklärt sei, ob tatsächlich das eigene Leben gelebt werde. Theoretisch bezieht sie sich in ihrem Buch auf Vertreter verschiedener therapeutischer Schulen.
Im Juli 2014 war Konrad zu Gast bei ARD-alpha. Der Moderator Hans-Jürgen Mende sprach mit ihr über ihre therapeutische Arbeit, ihr Buch und über die Frage, wie bei der Lösung von den Eltern der Schritt in die Freiheit gelingen könne. Ein Jahr später sprach Konrad im Interview bei der Zeitschrift Geo Wissen über ihr Buch. Darin grenzt sie „süße Geheimnisse“ in Familien, die dem Streben nach Autonomie und der Individualisierung dienten, von „dunklen Geheimnissen“ ab, die Leid mit sich brächten. Sie würden sich „aus Angst, Scham, Schuldgefühlen oder auch unverarbeiteter Trauer“ speisen. Kinder würden aus Loyalität zu Bündnispartnern des Schweigens. Loyalität nennt Konrad ein „besondere[s] Treuebündnis aus Liebe, Dankbarkeit und Gehorsam“. Erwachsen zu werden bedeute, sich aus Abhängigkeit und zu starker Loyalität zu lösen. Geheimnisse zu hüten könne sehr belasten und auch Geheimnisse von Vorfahren würden ihre Spuren hinterlassen. Dabei spiegelten sich unverarbeitete psychische Erfahrungen später im Leben der nachfolgenden Generationen wider.
Konrads Buch Liebe machen erschien 2016. Es handelt von „Mythen und Missverständnisse[n] über die Liebe“ und einen Beziehungsalltag, der nicht selten in eine Trennung mündet. Konrad widmete sich der Frage nach einem Weg aus den Krisen. Im Vorwort schrieb sie:

„Wissenschaftliche Studien, Beobachtungen aus meiner therapeutischen Praxis und Feldstudien legen nahe: Die Realität von Liebesbeziehungen ist nicht immer magisch, romantisch und sexy. Stattdessen fordert uns die Liebe immer wieder heraus, sie weckt Sehnsüchte und Ängste, Kampfgeist und Verzweiflung. Sie treibt uns in die falschen Arme und bricht uns bei einer Trennung das Herz. Liebe kommt und geht, wie es ihr beliebt. Sie bewegt sich für jeden Einzelnen von uns zwischen Mangel und Magie.“

Am 1. Dezember 2017 wurde ihr Buch Das beherrschte Geschlecht. Warum sie will, was er will herausgegeben. Darin befasst sich Konrad mit aktuellen Zuschreibungen sozialer Rollen, wie sie an Frauen herangetragen und oft genug von ihnen angenommen werden. Sie fragt, „wie frei, gleichberechtigt und sexuell selbstbestimmt […] Frauen im 21. Jahrhundert“ wären und ob sich die weibliche Sexualität in den vergangenen Jahren tatsächlich „emanzipiert oder lediglich maskulinisiert“ hätte. Der Buchtitel fasst ihre zentrale These zusammen. Sie stellt die Geschichte weiblicher Sexualität dar und beschreibt alte Geschlechterklischees, die bis heute wirksam sind. Dabei greift sie auf psychohistorische Erkenntnisse zurück und verbindet sie mit neueren Forschungsergebnissen der Sexualwissenschaft. Theoretische Erwägungen werden mit Aussagen angereichert, die Konrad in ihren Interviews mit jungen Frauen gewinnen konnte.
Das Fernsehmagazin Kulturzeit hat sich am Vorabend der Buchveröffentlichung mit dem Thema und dem Buch von Konrad befasst.

„Seit der ‚sexuellen Revolution‘ sind 50 Jahre vergangen. Doch die aktuelle #MeToo-Debatte zeigt, wie viel auch heute im Argen ist: Frauen werden Opfer von sexuellen Übergriffen und Gewalt. Sie fühlen sich benutzt und beschämt. Hat sich im Verhältnis zwischen Frau und Mann so wenig verändert? Die Psychologin Sandra Konrad beschreibt in ihrem neuen Buch ‚Das beherrschte Geschlecht‘, dass im Bett alte Rollenklischees noch heute wirken, und erklärt, ‚warum sie will, was er will‘. Es ist auch ein Appell an die Frauen, sich beim Sex nicht länger bevormunden zu lassen.“

Im Radio wurde am selben Tag im Kulturprogramm des Südwestrundfunks ein Gespräch mit Konrad veröffentlicht. Dabei berichtete sie in Anlehnung an ihr Buch aus Interviews, die sie mit jungen Frauen gemacht und dabei entdeckt hatte, dass Selbstbild und Verhalten nicht übereinstimmen. Die befragten Frauen würden sich zwar als selbstbewusst erleben, sich zugleich aber den „Wünschen des Mannes“ anpassen. Das habe mit einer „jahrhundertealte[n] Tradition der Anpassung“ zu tun. Sie fordert, zwischen sexueller Freiheit und sexueller Selbstbestimmung zu unterscheiden, denn was gesellschaftlich erlaubt wäre, decke sich durchaus nicht immer mit der Frage, wie die Freiheit genutzt werde. Nach wie vor würden sich Frauen scheuen, Grenzen zu setzen, und verletzten deshalb immer wieder eigene Grenzen, indem sie sich auf etwas einließen, „was ihnen eigentlich nicht gefällt“. Konrad vertrat die Auffassung, dass Sexualität im 21. Jahrhundert nicht mehr „befreit“, sondern „gestaltet“ werden müsse. Dazu gehöre auch die Anerkennung von Grenzen. In diesem Zusammenhang erwähnte sie gesetzliche Regelungen, die Missständen Vorschub geleistet hatten. Beispielsweise wurden erst im November 2016 mit dem Gesetz zur Verbesserung des Schutzes der sexuellen Selbstbestimmung im StGB sexuelle Belästigungen unter Strafe gestellt.
In einem Interview beim Spiegel betonte Konrad, dass die Machtverhältnisse in heutigen Beziehungen bereits „viel ausgeglichener geworden“ seien. In der Öffentlichkeit sehe es aber „ganz anders aus“. In der Werbung beispielsweise würden „Frauen tatsächlich zu Objekten gemacht“.

## Schriften (Auswahl)
- Nicht ohne meine Eltern. Wie gesunde Ablösung all unsere Beziehungen verbessert. Piper, München 2023, ISBN 978-3-492-07194-9.
- Das beherrschte Geschlecht. Warum sie will, was er will. Piper, München 2017, ISBN 978-3-492-05832-2.
- Liebe machen. Von der Überforderung eines Gefühls und wie Beziehungen trotzdem gelingen. Piper, München, Berlin, Zürich 2016, ISBN 978-3-492-30888-5.
- Das bleibt in der Familie. Von Liebe, Loyalität und uralten Lasten. Piper, München, Zürich 2014, ISBN 978-3-492-30530-3 (Erstausgabe:  2013).
- Jeder hat seinen eigenen Holocaust. Die Auswirkungen des Holocaust auf jüdische Frauen dreier Generationen. Eine internationale psychologische Studie. Psychosozial-Verlag, Gießen 2007, ISBN 978-3-89806-801-7.

## Auszeichnung
- 2006: Joseph-Carlebach-Preis